# Love (Inna)
Love è un singolo della cantante rumena Inna, pubblicato nel 2009 come secondo estratto dal suo album di debutto Hot.

## Descrizione e testo
La canzone è stata scritta e prodotta dal trio Play & Win composto da Sebastian Barac, Radu Bolfea e Marcel Botezan.  È stato pubblicato in formato CD e Download Digitale, attraverso Roton e Ultra Records,  tra i vari paesi in Europa e Stati Uniti. Tuttavia, l'uscita di Love è stata molto limitata fino ad ora. La maggior parte dei paesi in cui è stata pubblicata la canzone, il Play & Win Radio Edit è stato utilizzato come l'unica versione ufficiale. Si tratta di una canzone up-tempo con caratteristiche della musica elettronica e house. I testi evocano un senso di quanto possano diventare complicate le storie d'amore.
La canzone ha finora ottenuto successo per Inna in Repubblica Ceca, Polonia, Ungheria e Romania, dove è diventata la sua seconda consecutiva hit top 20. In Romania e in Polonia, Love ha superato il precedente singolo Hot in classifica. Nei Paesi Bassi è stato pubblicato come terzo singolo, dopo che le voci affermarono che 10 Minutes sarebbe stato pubblicato prima.
Con Love, Inna ha vinto tre premi RMA Awards e due nomination nel Romanian Best Hits.

## Video Musicale
Il video musicale per Love è uscito su internet ai primi di aprile 2009 ed è stato poi pubblicato sul canale di YouTube della Roton Records il 7 maggio 2009.
Nel video musicale di Love, Inna è in una palestra. Alcune scene sono effettuate con “effetto rallenty”. La premessa è la battaglia tra il Bene (bianco) e il Male (nero).
Il video inizia con una confluenza di due flussi d'acqua che scorrono, uno è bianco, l'altro è nero. Nell'immagine successiva, una ballerina che sta facendo tangenti in aria. Nella scena successiva, Inna appare indossando un abito corto bianco con una cintura nera e un lungo velo bianco. Poi ci sono introdotti un pugile esperto che si sta allenando al sacco da boxe. Più avanti nel video un ragazzo sta facendo acrobazie. Nel resto del video musicale, le scene con Inna che canta accanto a un vecchio muro, le scene con la ballerina e quelle con il pugile, si succedono a vicenda. Poi, Inna appare di nuovo con gli occhiali di protezione e prende a calci un vetro in pezzi; queste scene sono a “effetto rallenty”. Alla fine del video Inna sta scappando tra le altre persone in precedenza presentate. Sembra infelice a causa della loro violenza.

## Tracce
Romania Airplay (2009)
1. Love (Play & Win Radio Edit) – 3:39

UK Digital Download (2009)
1. Love (UK Radio Edit) – 2:31

US Digital EP (2010)
1. Love (Play & Win Radio Edit) – 3:39
2. Love (Club Version) – 5:01
3. Love (Dandeej Remix) – 5:14
4. Love (DJ Andi Remix) – 5:41

Paesi Bassi CD Singolo (2010)
1. Love (Play & Win Radio Edit) – 3:39
2. Hot (The Real Booty Babes Remix) – 4:30

Italia CD Singolo Enhanced (2010)
1. Love (Play & Win Radio Edit) – 3:39
2. Love (Club Version) – 5:01
3. Love (Dandeej Remix) – 5:14
4. Love (DJ Andi Remix) – 5:41
5. Love (Videoclip) – 3:24

UK Digital Remixes (2011)
1. Love (UK Radio Edit) – 2:31
2. Love (Club Version) – 5:01
3. Love (eSQUIRE Radio Edit) – 3:54
4. Love (eSQUIRE Club Remix) – 5:57
5. Love (7th Heaven Radio Edit) – 3:51
6. Love (7th Heaven Club Remix) – 6:35
7. Love (Dandeej Remix) – 5:15
8. Love (DJ Andi Remix) – 5:44
9. Love (Klubfiller Club Remix) – 6:35
10. Love (Klubfiller Dub) – 6:30

UK CD Singolo (2011)
1. Love (UK Radio Edit) – 2:31
2. Love (Club Version) – 5:01
3. Love (7th Heaven Radio Edit) – 3:51
4. Love (7th Heaven Club Remix) – 6:35
5. Love (eSQUIRE Radio Edit) – 3:54
6. Love (eSQUIRE Club Remix) – 5:57
7. Love (DJ Andi Remix) – 5:44

## Classifiche
| Classifica (2009) | Posizione massima |
| ----------------- | ----------------- |
| Bulgaria          | 4                 |
| Paesi Bassi       | 31                |
| Polonia           | 45                |
| Repubblica Ceca   | 8                 |
| Romania           | 4                 |
| Russia            | 144               |
| Slovacchia        | 5                 |
| Spagna            | 31                |
| Ungheria          | 9                 |

## Pubblicazioni
| Regione     | Data             | Formato          | Etichetta            |
| ----------- | ---------------- | ---------------- | -------------------- |
| Romania     | 16 febbraio 2009 | Airplay          | Roton Records        |
| Stati Uniti | 1º dicembre 2009 | Digital EP       | Ultra Records        |
| Regno Unito | 1º dicembre 2009 | Digital Download | All Around The World |
| Paesi Bassi | 13 marzo 2010    | Digital Download | Spinnin' Records     |
| Paesi Bassi | 2 aprile 2010    | CD Singolo       | Spinnin' Records     |
| Italia      | 14 aprile 2010   | CD Singolo       | Do It Yourself       |
| Regno Unito | 3 luglio 2011    | Digital Remixes  | 3Beat                |
| Regno Unito | 9 luglio 2011    | CD Singolo       | 3Beat                |
| Giappone    | 4 luglio 2012    | Digital Download | Roton Records        |